# Angola (Indiana)
Angola è una città degli Stati Uniti d'America, capoluogo della Contea di Steuben, nello Stato dell'Indiana.
La popolazione era di 7 344 abitanti nel censimento del 2000.